# 2.º Batalhão de Polícia Rodoviária
O 2º Batalhão de Polícia Rodoviária foi criado em 7 de agosto de 1977, com sede inicial na Avenida Rodrigues Alves, 12-45, na cidade de Bauru, desmembrando-se do 1º Batalhão de Polícia Rodoviária que era responsável por todo o estado de São Paulo.
o 2º BPRv contava com: 450 homens, 95 viaturas e quatro radares, era responsável pelo Policiamento Rodoviário em seis regiões administrativas do Estado de São Paulo, ou seja; da 6ª a 11ª região administrativa, compreendendo as cidades de Bauru, Jaú, Araçatuba, Andradina, Presidente Prudente, Assis, Dracena, Marília, Botucatu, Tatuí, Itapetininga, São Roque, Mairinque, Fartura, São José do Rio Preto, Catanduva, Jales, Pereira Barreto, Água Vermelha, São Joaquim da Barra, Sertãozinho, Itápolis, Borborema, Novo Horizonte, Ibitinga, Araraquara, Ribeirão Preto, Brodósqui, Franca, Ituverava e outras cidades que estavam dentro dessas áreas administrativas.
Por força do Decreto Lei nº. 8.160, de 04 de dezembro de 1992, o 2º Batalhão de Policia Rodoviária, passou a denominar-se “Tenente Coronel PM Levy Lenotti”, conforme projeto de Lei nº 485/92, do Deputado Estadual Osvaldo Sbeghen, representante e morador da cidade de Bauru.